# Béla Kovács (Politiker, 1960)
Béla Kovács (* 25. Februar 1960 in Budapest) ist ein ungarischer Politiker (ehemals Jobbik). Er war von 2010 bis 2019 Mitglied des Europäischen Parlaments. Ab 2013 war er Präsident der Allianz der Europäischen nationalen Bewegungen. 2022 wurde er wegen Spionage für Russland zu einer Haftstrafe verurteilt.

## Leben
Kovács war als Finanzsachbearbeiter und Diplom-Buchhalter in Ungarn tätig. 
Béla Kovács wurde von seiner Mutter nach der Geburt zur Adoption freigegeben, sein Vater ist unbekannt. Seine Adoptiveltern arbeiteten für das ungarische Außenministerium in Dienstleistungspositionen. Unter anderem arbeiteten sie an der Botschaft Ungarns in Tokio. Er besuchte dort die amerikanische Schule und lernte Englisch wie auch Japanisch. Er studierte zunächst an einer amerikanischen Universität und lernte in dieser Zeit Swetlana Istoschina, seine spätere Ehefrau kennen. Er studierte dann in Moskau. Hiernach gründete und leitete er nach eigenen Angaben verschiedene Unternehmen in Russland und in Japan. 2003 zog das Ehepaar nach Ungarn, wo sich Kovács in der rechten Jobbik-Partei engagierte.
Am 31. Mai 2010 rückte Kovács für Zoltán Balczó in das Europäische Parlament nach. Am 17. Dezember 2013 wurde er zum Präsidenten der europäische Partei Allianz der Europäischen nationalen Bewegungen (AENM) gewählt.
Während des Referendums über die Unabhängigkeit der Republik Krim von der Ukraine war auch Béla Kovács als Beobachter zugegen. Er verwahrte sich gegen die „Desinformationskampagne“ in den ukrainischen Medien gegen die Beobachter des Referendums. Ihre Verleumdung als Stalinisten wies er entschieden zurück, zumal es sich nach seinen Worten um mehr als 60 europäische Politiker handle, die das gesamte politische Spektrum verträten.
Bei der Europawahl 2014 wurde Kovács als Dritter auf der Jobbik-Liste erneut ins Europaparlament gewählt. Im September 2014 wurde der Verdacht bekannt, dass Kovács oder seine Frau für den russischen Nachrichtendienst arbeiten würden. Im Oktober 2015 hob das Europäische Parlament Kovács’ Immunität auf, so dass die ungarische Justiz offizielle Ermittlungen wegen Spionage aufnehmen kann.
2016 verließ Kovács Jobbik. Jobbik kappte die Verbindungen zur AENM, während Kovács weiter Präsident blieb.
Am 24. September 2020 wurde Kovács vom Vorwurf der Spionage freigesprochen. Zwar habe er mit dem russischen Geheimdienst SWR gearbeitet, in erster Linie aber in Form der Einflussnahme, dessen Ziel es war, russische Interessen zu fördern, zum Beispiel durch die AEMN. Gleichzeitig wurde er wegen Betrug und Fälschung von Dokumenten zu Ungunsten des Europäischen Parlaments zu eineinhalb Jahren Freiheitsstrafe verurteilt. Am 28. September 2022 wurde Kovács in Abwesenheit vom Obersten Gericht Ungarns wegen Spionage zugunsten Russlands in dritter Instanz wegen Spionage gegen die Institutionen der Europäischen Union, des Haushaltsbetrugs und der Fälschung privater Dokumente zu fünf Jahren Gefängnis verurteilt. Kobács lebt inzwischen in Russland.